# 东阳镇 (甘南县)
东阳镇，是中华人民共和国黑龙江省齐齐哈尔市甘南县下辖的一个乡镇级行政单位。

## 行政区划
东阳镇下辖以下地区：
同盟村、和平村、联合村、隆胜村、东方村、东发村、东阳村、东胜村和团民村。